# 张孝若

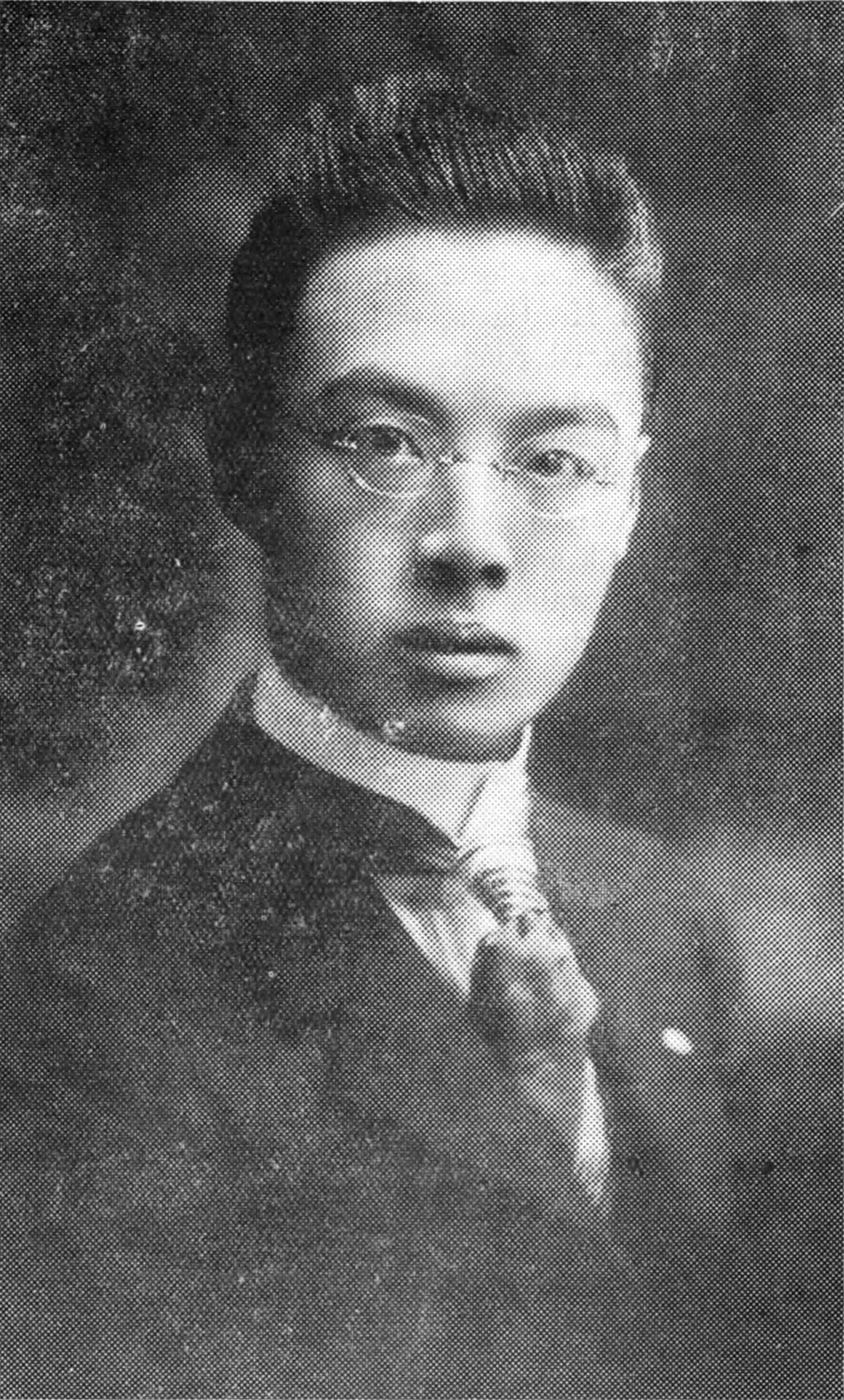

张孝若（1898年2月8日—1935年10月17日），名怡祖，字孝若，江苏海门人，一说为民国四公子之一。

## 生平
张孝若早年留学美国纽约大学，1918年回国后从旁辅佐父亲，1922年北洋政府任命他为考察欧美日九国实业专使，他因此多次前往欧美考察。他曾担任江苏省议会议员、吴佩孚联军司令部参赞、淮海实业银行总经理等职，还曾出任中华民国驻智利首任公使（未到任）。1926年父亲张謇去世后，继任大生纱厂等企业董事长、南通学院院长。
1935年10月17日，张孝若与如夫人李复初在上海辣斐德路1288号寓所被其舊僕人吴义高枪杀，而後因吴义高自杀，故张孝若被刺杀原因不詳，至今仍是疑案。

## 著作
张孝若曾为其父亲作传《南通张季直先生传记》，撰写此传记期间受到胡适很大的帮助与影响，后来还请胡适为此书作序。

## 家庭
父亲是近代著名实业家张謇，次子张绪武曾任江苏省副省长、全国工商联常务副主席等职。